# Beltersroter Bach
Der Beltersroter Bach ist ein 3 km langer, überwiegend ostwärts durch das Gemeindegebiet von Kupferzell im Hohenlohekreis im nordöstlichen Baden-Württemberg fließender Bach der Keuperrandstufe der Waldenburger Berge, der im Weiler Kupfer der Nachbargemeinde Untermünkheim des Landkreises Schwäbisch Hall von links in die obere Kupfer mündet.

## Geographie

### Ursprung
Der Beltersroter Bach entsteht einen guten Kilometer westlich des Kupferzeller Weilers Beltersrot in der sogenannten Pfaffenklinge am bewaldeten Ostabfall der Waldenburger Berge. Der Bach hat drei nicht sehr lange, zuweilen trockenfallende Quellläufe aus südwestlicher, westlicher und nordwestlicher Richtung, die sich nacheinander vereinen. Die amtliche Gewässerkarte bildet als einzigen davon den linken und nordwestlichen Ast ab, der auf etwa 431 m ü. NN wenig unter einer natürlichen Steilböschung am Hang des Friedrichsbergs entsteht. Der mittlere Ast hat wie der gesamte Beltersroter Bach ungefähr östliche Laufrichtung. Sein Anfang liegt am Waldrand, nur etwa hundert Meter nordöstlich vom Ufer des in einer flachen Wiese eingebetteten Rößlesmahdsees, welcher selbst etwa in gegenläufiger Richtung über den Goldbach zur Bibers entwässert. Nach jeweils höchstens 200–300 Metern Laufs sind die sich steil einschneidenden Quellbäche des Beltersroter Bachs vereint.

### Verlauf
Der Beltersroter Bach fließt hiernach schon merklich flacher durch den restlichen Hangwald nach Westen und tritt nahe dem Fuß der Talsteige der K 2363 vom Waldenburger Weiler Goldbach nach Beltersrot hinunter auf etwa 390 m ü. NN an einem Kleinteich in eine hier von Wiesen bestimmte Flurlandschaft über. Er wird von der kleinen Straße gequert und durchzieht danach den Weiler, dessen Siedlungsschwerpunkt links des Baches liegt. Er wird dort auf seiner linken Seite von einem nur intermittierend wasserführenden Wiesenbächlein gespeist. Unterhalb des Ortschaft entfernt er sich von der nun als K 2364 weiterlaufenden Straße rechtsseits bis zu einem Viertelkilometer weit und durchläuft das Gewann Breitwiesen, wo auch Äcker an sein Ufer grenzen.
Südlich eines neueren Gewerbegebietes an der fernen Straßenseite läuft ihm an der Gemeindegrenze zu Untermünkheim sein einziger bedeutender Zufluss von rechts zu, auch er ein in einer Waldklinge des Ostrandes der Waldenburger Berge entspringendes Gewässer, nämlich in der Eselsklinge südlich des höchsten Berges Mühlberg (523,7 m ü. NHN) des kleinen Mittelgebirges. Während der Beltersroter Bach ab seinem Waldaustritt ein mäanderloser Grabenlauf ohne Gehölzbewuchs ist, hält sich dagegen der bis zum Zusammenfluss sogar längere, aber einzugsgebietsärmere Zufluss die längste Zeit im Wald oder später in einem schmalen Waldsporn und fließt dabei an Blockschutt und kleinen Kuhlen vorbei in natürlichem Lauf mit kleinen Bögen unter Schwarzerlen.
Nach dem Zufluss nähert sich der nach wie vor kahle Beltersroter Bach entlang einem Feldweg wieder der Straße, die er an deren Durchlass unter der Bahnstrecke Crailsheim–Heilbronn unterquert. Jenseits der Bahnlinie liegt der Siedlungskern des Untermünkheimer Weilers Kupfer rechts am Lauf, während dessen mit dem Wohnplatz Neu-Kupfer von Kupferzell zusammengewachsenes Neubaugebiet links etwas mehr Abstand hält. Der Bach fließt hier nordöstlich und mündet schon weniger als 400 Meter nach der Bahnunterführung von links und auf etwa 355,8 m ü. NN in die obere Kupfer ein, die hier etwa nordnordwestlich läuft.
Der Kupferzeller Bach mündet nach einem 2,9 km langen Lauf mit mittlerem Sohlgefälle von etwa 25 ‰ etwa 75 Höhenmeter unter der offiziellen Quelle; etwa die Hälfte seines gesamten Gefälles durchläuft er dabei auf dem ersten halben Kilometer bis zum Fuß der Waldenburger Berge.

### Einzugsgebiet
Der Beltersroter Bach hat ein Einzugsgebiet von 4,6 km² Größe am Ostabfall der Waldenburger Berge, Teil der Schwäbisch-Fränkischen Waldberge, und anschließend im vorgelagerten Nachbar-Naturraum Kupferzeller Ebene und Kocheneck der Hohenloher-Haller Ebene. Es umfasst im Westen die Keuper-Klingen Pfaffenklinge, mit dem Ursprung des Beltersroter Bachs selbst, und Eselsklinge, in welcher der einzig bedeutende und längere rechte Zufluss entsteht.
Der Beltersroter Bach ist der zweite linke Zufluss der noch jungen Kupfer nach dem deutlich kürzeren Kupfermoorbach; dieser entfließt dem dicht am Laufknick des Bachs aus der Eselsklinge liegenden Kupfermoors. Im weiteren Verlauf der südlichen Wasserscheide nach Westen hin grenzt dann das Einzugsgebiet des Sperbersbachs an, der über den Untermünkheimer Dobelbach weit oberhalb des Beltersroter-Bach-Vorfluters Kupfer in diesem Dorf in den mittleren Kocher mündet. Im weiteren westlichen Anstieg der Scheide auf den hinteren Bergsporn des Mühlbergs liegt dann kurz das Einzugsgebiet des Altenhaubächles an, das nunmehr zur nochmals merklich weiter oben den Kocher erreichenden Bibers entwässert, des Hauptgewässers der Waldenburger Berge.
Die bis 523,7 m ü. NHN hohe Hochebene des Mühlbergs liegt schon etwas innerhalb der Einzugsgebietsgrenze, hier sind die Waldenburger Berge am höchsten.
Die Grenze knickt auf dem hinteren Mühlberg nach Nordosten ab und läuft dann erst auf dessen sehr flachem Kamm nach Nordosten bis zum höchsten Punkt der gesamten Waldenburger Berge auf 522,8 m ü. NN, ehe sie hart am Osttrauf der Waldenburger Berge  nordwestwärts ins von der Pfaffenklinge angenagte flache obere Talende des Bibers-Zuflusses Goldbachs auf bis etwa 455 m ü. NN abfällt. An diesem Abschnitt liegt jenseits der Scheidelinie der Rößlesmahdsee nur 100 Meter von ihr entfernt in einer flachen Wiese. Nach dem Wiederaufstieg auf dem nächsten Nordostsporn Friedrichsberg der Waldenburger Berge mit einer Höhe von (außerhalb) bis zu 516,7 m ü. NN folgt sie kurz nun dessen flachem Kamm; auf der anderen Bergseite entwässert der Waldenburger Epbach in weiter Talklinge den Nordostabschluss der Berglandschaft; dieser fließt im weiteren Verlauf um den Fuß des Waldenburger Sporns und danach westlich zur Ohrn, einem Kocherzufluss unterhalb der Kupfer.
Auf dem Friedrichsberg setzt die nördliche Wasserscheide an, die hier ungefähr östlich und den Nordrand von Beltersrot streifend in die Hohenloher Ebene abfällt und dann durch die zusammengewachsenen Neubaugebiete von Neu-Kupfer und Kupfer die Mündung in die Kupfer erreicht. Nördlich dieser Linie entwässert der Flürlesbach den weiteren Ostabfall der Waldenburger Berge, welcher an der ehemaligen Mülldeponie zwischen Beltersrot und Löcherholz entspringt und erst nahe der A 6 in die Kupfer einfließt. Zuletzt zwängt sich das Einzugsgebiet des nur kleinen und flachen Butzenrohrbachs vor diesem ein, der erst in flacherem Gelände an der Bahnstrecke Crailsheim–Heilbronn entsteht und schon wenig nördlich von Neu-Kupfer mündet.
Auf fast 2 km² des Gebietes, vor allem am Abfall der Waldenburger Berge mit insbesondere der Pfaffen- und der Eselsklinge, steht Wald. Die Landschaft in der Tiefebene teilt sich auf in viel Wiesengelände, einige Äcker und kleinere Stücke, auf denen Obstbau betrieben wird. Auch die Siedlungsflächen des Kupferzeller Weilers Beltersrot am Mittellauf und des Untermünkheimer Weilers Kupfer an der Mündung nehmen merkliche Flächen ein, nahebei an dieser auch etwas das des Kupferzeller Wohnplatzes Neu-Kupfer sowie insbesondere ein westlich der Bahnlinie an diese beiden letzten anschließendes Gewerbegebiet neueren Datums. 
Der größere Teil des Einzugsgebietes gehört zur Gemarkung des Kupferzeller Teilorts Westernach, ein schmaler Geländestreifen auf der Hangschulter der Waldenburger Berge am Westrande zum Gebiet der Kleinstadt Waldenburg, ein ebenfalls kleinerer Teil um den Weiler Kupfer nahe der und mit der Mündung zur Übrigshausener Teilgemarkung von Untermünkheim.

### Zuflüsse und Seen
Liste der Zuflüsse und  Seen von der Quelle zur Mündung. Gewässerlänge, Seefläche und Einzugsgebiet und Höhe nach den entsprechenden Layern auf der Onlinekarte der LUBW. Andere Quellen für die Angaben sind vermerkt.
Ursprünge des Beltersroter Bachs in einigen kleinen Mergelklingen des Waldhanggewanns Pfaffenklinge westlich von Beltersrot, nordwestlicher Quellast auf etwa 431 m ü. NN.
- Passiert auf etwa 390 m ü. NN einen Kleinteich am Lauf gleich nach dem Waldaustritt, unter 0,1 ha.
- (Wiesenbach), von links und Westnordwesten auf unter 365 m ü. NN verdolt im Ortsbereich von Beltersrot, wenigstens 0,7 km[LUBW 8] und ca. 0,4 km². Entsteht auf etwa 397 m ü. NN am Beginn einer den Bach in der Wiesenflur meist begleitenden Baumreihe südlich des Weinbergs und östlich des Friedrichsbergs.
- (Bach aus der Eselsklinge), von rechts und zuletzt von Süden und auf der Kreisgrenze auf etwa 361 m ü. NN in den Breitwiesen zwischen Beltersrot und Kupfer, ca. 3,3 km[LUBW 9] und ca. 1,6 km².[LUBW 7] Entsteht auf etwa 475 m ü. NN am Osthang des Mühlbergs und durchläuft anfangs ostwärts die bewaldete Eselsklinge, bevor er nahe dem Kupfermoor nordwärts abknickt. Der Beltersroter Bach hat bis zum Zusammenfluss ein Teileinzugsgebiet von ca. 2,2 km²[LUBW 8], jedoch eine Länge von nur etwa 2,2 km.
  -  Passiert zwei Waldteiche auf über 380 m ü. NN wenig nordwestlich des Kupfermoors, zusammen 0,3 ha.
Danach Wende auf Nordlauf.

Mündung des Beltersroter Bachs von links und zuallerletzt Südwesten auf 355,8 m ü. NN in einer Siedlungslücke des Untermünkheimer Weilers Kupfer und nahe am Kupferzeller Wohnplatz Neu-Kupfer  in die obere Kupfer. Der Bach ist hier 3,0 km lang und hat ein Einzugsgebiet von 4,6 km².

## Geologie
Das gesamte Einzugsgebiet liegt im Keuper. Die schmalen kleinen Hochebenen von Mühlberg und Friedrichsberg werden von Schichten des Kieselsandsteins (Hassberge-Formation) bedeckt, unterhalb der Berghänge im Unteren Bunten Mergel (Steigerwald-Formation) liegt der breite Geländesattel zwischen den zwei Spornen mitsamt dem Talgrund des Goldbachs, dem Rößlesmahdsee und der Pfaffenklinge im Schilfsandstein (Stuttgart-Formation). Dieser zeigt an der Hangseite des kleinen steilen Steigensträßchen K 2363 von Goldbach nach Beltersrot hinunter durch die Pfaffenklinge schöne Sandstein-Felsaufschlüsse. In einem System kleiner verzweigter Mergel-Klingen in dieser Schicht entspringen die Quellläufe auf wechselnder Höhe. Wo Talsteige und Gelände sich verflachen, setzt der Gipskeuper (Grabfeld-Formation) ein, in dem der Bach bis über die Zumündung seines größten Zuflusses hinaus fast bis zur Bahnlinie bleibt, bald in einem sich ausweitendem Auensedimentstreifen. Ab dort verläuft der Beltersroter Bachs den letzten guten halben Kilometer bis zu seiner Mündung im Lettenkeuper (Erfurt-Formation).
Die Pfaffenklinge genannten kleinen Schluchtkerben der westlichen Beltersroter-Bach-Quelläste sind ein Beispiel für eine fortschreitende Flussanzapfung. Bereits heute kann der Rößlesmahdsee bei hohem Wasserstand über die Pfaffenklinge und damit nach Osten zur Kupfer entwässern.
Das Phänomen kann vom Rand der Wiese um den Rößlesmahdsee zum Klingenwald leicht beobachtet werden. Es illustriert deutlich den Fortschritt der rheinischen Erosion, welche den Keuperstufenrand hier immer weiter zurückverlegt. Während das breite und flache Goldbachtal ein „geköpftes Tal“ ist, das mit nur wenig Gefälle in einer Wiesenlandschaft westwärts abfällt, nagen die steilen kleinen, nach Osten laufenden Klingen, im oberen Bereich oft mit unbewachsenen Hängen, immer stärker an diesem alten Talboden. Die Erosion erfolgt überwiegend bei Schneeschmelze und starken Niederschlägen durch Hangunterschneidungen und anschließende Rutschungen.
Hintergrund dieser Verschiebung der Wasserscheide ist die danubische Fließrichtung des Goldbach-Vorfluters Bibers, die mit „verkehrtem“ Mündungswinkel in den Kocher mündet. Die Einstufung der Bibers als Zufluss der Donau über die Urbrenz setzt voraus, dass es seit der Umkehrung des Fließrichtung im Gebiet der Waldenburger Berge zu einer tektonischen Absenkung um 20 bis 30 Meter gekommen ist. Im Altpleistozän lag die Wasserscheide rund einen Kilometer weiter östlich etwa an der Verbindungslinie der Bergsporne beidseits des Beltersroter Bachs.

## Schutzgebiete
Die westliche, die südwestliche und ein Teil der nordwestlichen Quellbachrinne liegt im 16,2 ha großen Naturschutzgebiet Rößlesmahdsee mit Pfaffenklinge, das über die Wasserscheide hinweg bis ins Einzugsgebiet des Goldbaches reicht. An dieses grenzt im Einzugsgebiet nördlich der Steigenstraße die Pfaffenklinge herab bis fast an den Ortsrand von Beltersrot das Landschaftsschutzgebiet Landschaftsteile im Raum Waldenburg mit vor allem dem bewaldeten Abhang des Friedrichsbergs und dem davorliegenden Flurhügel Weinberg bei Beltersrot.

### LUBW
Amtliche Online-Gewässerkarte mit passendem Ausschnitt und den hier benutzten Layern: Lauf und Einzugsgebiet des Beltersroter Bachs

Allgemeiner Einstieg ohne Voreinstellungen und Layer: Daten- und Kartendienst der Landesanstalt für Umwelt Baden-Württemberg (LUBW) (Hinweise)
1. 1 2 3 4  Höhe nach dem Höhenlinienbild auf dem Hintergrundlayer Topographische Karte.
2. 1 2 3 4 5  Höhe nach schwarzer Beschriftung auf dem Hintergrundlayer Topographische Karte.
3. 1 2  Länge nach dem Layer Gewässernetz (AWGN).
4. 1 2  Einzugsgebiet nach dem Layer Basiseinzugsgebiet (AWGN).
5. ↑  Nach dem Layer Gewässernetz (AWGN).
6. ↑  Seefläche nach dem Layer Stehende Gewässer.
7. 1 2  Einzugsgebiet abgemessen auf dem Hintergrundlayer Topographische Karte.
8. 1 2 3  Länge abgemessen auf dem Hintergrundlayer Topographische Karte.
9. ↑  Länge nach dem Layer Gewässernetz (AWGN), ergänzt um ein kleines, auf der Gewässerkarte nicht berücksichtigtes Anfangsstück, das auf dem Hintergrundlayer Topographische Karte abgemessen wurde.

### Andere Belege
1. ↑  Abfluss-BW - Daten und Karten
2. ↑  Wolf-Dieter Sick: Geographische Landesaufnahme: Die naturräumlichen Einheiten auf Blatt 162 Rothenburg o. d. Tauber. Bundesanstalt für Landeskunde, Bad Godesberg 1962. → Online-Karte (PDF; 4,7 MB)
3. ↑  Geotop-Steckbrief der Felsenaufschlüsse in der Pfaffenklinge. (Nur Lokalisierung und Benennung der Formation.)
4. ↑  Geologie nach der unter → Literatur aufgeführten geologischen Karte. Einen gröberen Überblick verschafft auch: Mapserver des Landesamtes für Geologie, Rohstoffe und Bergbau (LGRB) (Hinweise)
5. ↑  Geotop-Steckbrief der Pfaffenklinge und des Rößlesmahdsees.
6. ↑  Helmut Schwab: Erdgeschichte hautnah erlebt – der Rößlesmahdsee. In: Landesanstalt für Umwelt, Messungen und Naturschutz Baden-Württemberg (Hrsg.): Naturführer Schwäbischer Wald. Verlag Regionalkultur, Ubstadt-Weiher 2007, ISBN 978-3-89735-507-1, S. 240–247, hier S. 241.
7. ↑  Winfried Reiff, Theo Simon: Die Flußgeschichte der Urbrenz und ihrer Hauptquellflüsse (Exkursion L am 21. April 1990). In: Jahresberichte und Mitteilungen des Oberrheinischen geologischen Vereins. N.F. 72(1990), S. 209–225, hier S. 220–222.
8. ↑  Steckbrief des Naturschutzgebietes 1.110 Rößlesmahdsee mit Pfaffenklinge